# 大竹十一
大竹 十一（おおたけ　じゅういち、1921年 - 2005年）は、日本の建築家。
宮城県生まれ。第一早稲田高等学院から、早稲田大学理工学部建築学科に進学。早稲田大学で会津八一に師事。卒業後、佐藤武夫の建築設計事務所（現・佐藤総合計画）を経て、梓建築事務所（現・梓設計）を共同で設立。
その後1952年から早稲田大学へ戻り武基雄の作品に尽力。1954年、吉阪隆正に請われて建築設計事務所の吉阪研究室（のちのU研究室）創設に参加。同研究室の番頭となる。ヴェネツィア・ビエンナーレ・日本館の設計など吉阪作品に携わるかたわら、メンバーを指導。1976年ごろ病を患いしばらく設計活動から遠ざかるがのち復職。1980年の吉阪亡き後もU研究室で設計活動を続けた。